# Knema linifolia
Knema linifolia är en tvåhjärtbladig växtart som först beskrevs av William Roxburgh, och fick sitt nu gällande namn av Otto Warburg. Knema linifolia ingår i släktet Knema och familjen Myristicaceae. Inga underarter finns listade i Catalogue of Life.